# Warren Anderson

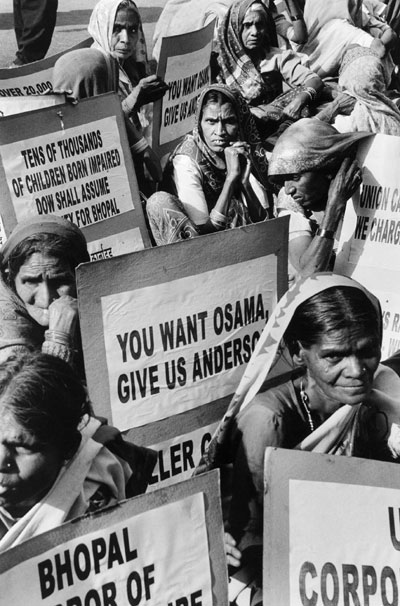
Víctimas del desastre de Bhopal reclaman la extradición de Warren Anderson a Estados Unidos.

Warren M. Anderson (Ciudad de Nueva York, 29 de noviembre de 1921 - Vero Beach, 29 de septiembre de 2014) fue el presidente y consejero delegado de la Union Carbide durante el desastre de Bhopal que tuvo lugar en una planta de la filial india de esta multinacional, Union Carbide India, Limited, en la ciudad de Bhopal, Madhya Pradesh, India. El gobierno indio ha dado un aviso al gobierno de EE. UU. para la extradición de Anderson en relación con el proceso por la catástrofe de Bhopal. era reclamado en India para enfrentarse a cargos de homicidio culposo por la muerte de 10 000 personas desde el desastre.

## Origen
Anderson nació en 1921 en Bay Ridge, Brooklyn, Nueva York, en una familia de inmigrantes suecos. Su nombre le fue impuesto por el Presidente de Estados Unidos Warren Harding. Más tarde ingresó en Naval Pre-Flight School en Chapel Hill, Carolina del Norte. Estaba casado con Lillian Anderson. vivió en Bridgehampton, Long Island, New York y también era propietario de casas en Vero Beach, Florida y Greenwich, Connecticut.

## Union Carbide CEO
Como consejero delegado de Union Carbide, hasta su jubilación en 1986, fue acusado de homicidio en el caso del desastre de Bhopal. Anderson había sido detenido y liberado bajo fianza por la policía de Madhya Pradesh, en Bhopal el 7 de diciembre de 1984. Salió de la India y se negó a regresar. Fue declarado prófugo de la justicia por el Magistrado Judicial de Bhopal el 1 de febrero de 1992, por no comparecer a las audiencias judiciales en un caso de homicidio culposo en el que fue nombrado el principal acusado.
El magistrado judicial de la India, Prakash Mohan Tiwari, emitió una orden de arresto contra Anderson el 31 de julio de 2009, por su papel como representante de Union Carbide en Bhopal, India. Estados Unidos se ha negado a extraditarlo, alegando falta de pruebas.
En agosto de 2009, un portavoz de UCC, dijo "Union Carbide no tuvo ningún papel en el funcionamiento de la planta en el momento en que la fábrica era de su propiedad, administrada y operada por los empleados de Union Carbide India Limited.". Ocho ex empleados de altos cargos de la filial fueron declarados culpables el 7 de junio de 2010. Después de estas condenas, un portavoz de UCC, dijo, "Todas las personas adecuadas de UCIL - oficiales y aquellos que realmente funcionó la planta sobre una base diaria - han aparecido para enfrentar cargos."

## Fallecimiento
Anderson murió en completa impunidad el 29 de septiembre de 2014, poco antes de cumplir 93 años y poco antes de que se cumplieran 30 años de la tragedia. Pasó sus últimos días en una residencia para ancianos en Vero Beach, Florida. Su familia no anunció su muerte, que se supo después por un periódico local.